# Idioma dothraki
El dothraki es un idioma o lengua construida para el pueblo ficticio dothraki, habitantes indígenas del sur del Mar Dothraki (en realidad, planicies herbosas), en la serie de novelas de George R. R. Martin, Canción de hielo y fuego, y en su adaptación televisiva posterior. Una pequeña parte del léxico es obra de Martin, pero el desarrollo de la gramática y de la mayor parte del corpus se debe a David J. Peterson, miembro de la Sociedad para la creación de idiomas, que fue contratado para proporcionar los diálogos en dothraki de la serie televisiva Juego de tronos, de HBO. El dothraki se diseñó para adaptarse a la concepción original del autor, con base en las pocas frases y palabras existentes en sus novelas.
El 26 de octubre de 2010, existían alrededor de 2500 palabras en el léxico, pero solo el creador conoce la gramática. Sin embargo, está creciendo la comunidad dothraki, en sitios como "Aprende Dothraki", que ofrece información sobre el idioma.

## Evolución

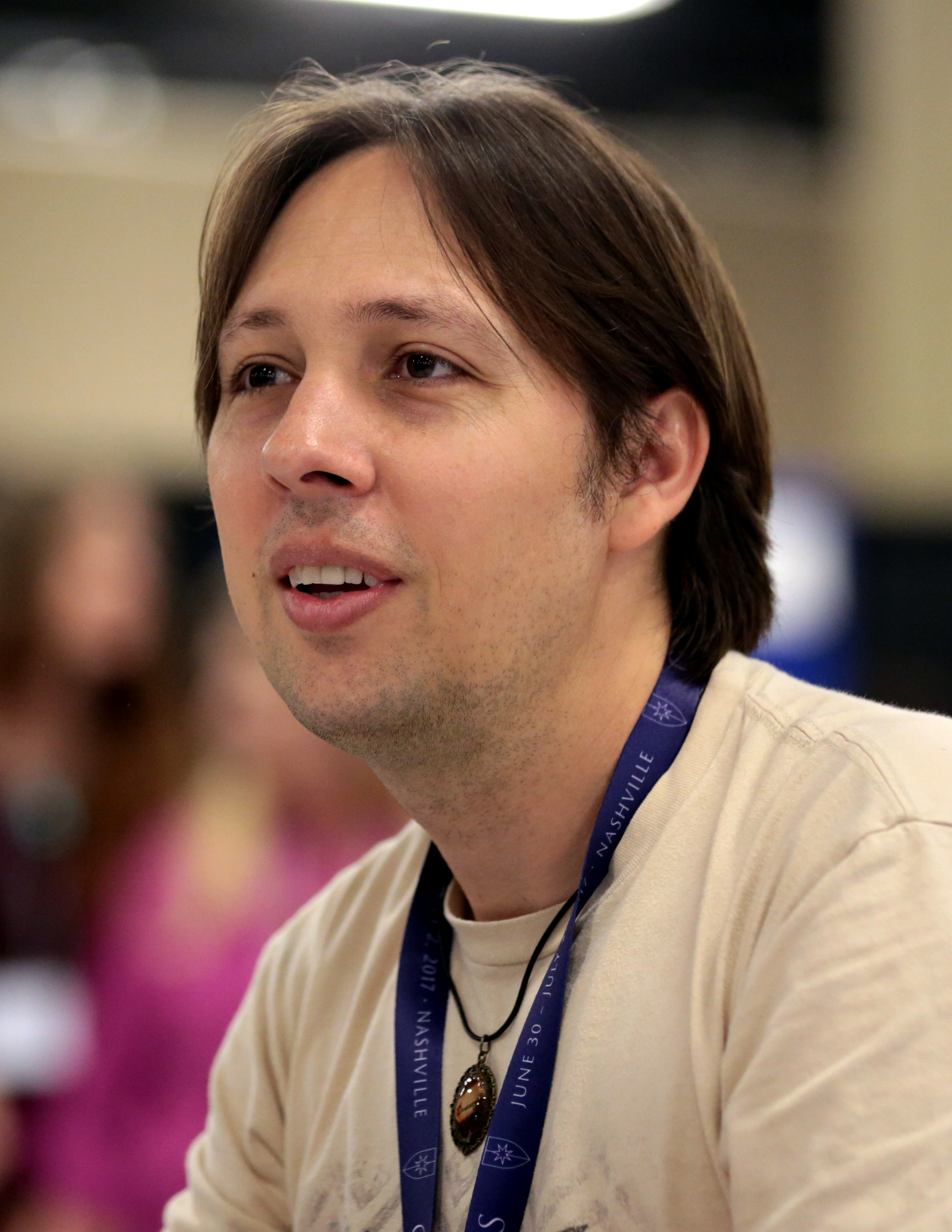
David J. Peterson, creador del idioma dothraki.

El vocabulario dothraki fue creado por Peterson , mucho antes de la adaptación. HBO contrató a la Sociedad para la creación de idiomas, para crear el idioma y, después de un proceso de solicitud de participación de más de treinta conlangers, se eligió a David Peterson para desarrollarla. Pronunció más de 1700 palabras para HBO antes del inicio. Peterson se inspiró en la descripción de George R. R. Martin de la lengua, así como de idiomas como el ruso, el turco, el estonio, el inuktitut y el swahili.